# Христич Галина Якимівна
Гали́на Якимівна Хри́стич (* 1913—?) — радянська і українська кінооператорка.

## Біографічні відомості
1935 року закінчила Київський інститут кінематографії. З 1938 року — операторка на Одеській, у 1941–1943 роках — на Ташкентській кіностудіях.
З 1945 року — операторка наукових і науково-популярних фільмів на Київській кіностудії науково-популярних фільмів.